# O Lucky Man!
O Lucky Man! é um filme de 1973 do genêro comédia dirigido por Lindsay Anderson.

## Sinopse
Jovem empresário do café, Mick Travis é ambicioso, inocente e tem um arraigado senso ético. Mas ao longo de sua carreira muitas coisas mudam e ele vai conhecer de perto a corrupção e a prisão. Um musical extenso e surrealista que serve de alegoria aos abismos do capitalismo, ao seguir as aventuras de um jovem vendedor de café na Europa.

## Elenco
- Malcolm McDowell — Michael Arnold Travis
- Ralph Richardson — Sir James Burgess
- Rachel Roberts — Gloria Rowe
- Arthur Lowe — Sr. Duff
- Helen Mirren — Patricia
- Graham Crowden — Stewart
- Dandy Nichols — Tea Lady

## Prêmios e indicações

### Prêmios
Bafta
- Melhor ator coadjuvante: Arthur Lowe (1974)
- Melhor música (1974)

### Indicações
Festival de Cannes
- Palma de Ouro (1973)

 Globo de Ouro
- Melhor trilha sonora (1974)